# Liste des évêques d'Annecy
La liste des évêques d'Annecy recense le nom des évêques qui se sont succédé sur le siège épiscopal d'Annecy, créé en 1822, dans la région du Genevois, dans le département de la Haute-Savoie, en France. Claude-François de Thiollaz est le premier prélat à porter le titre.
Jusqu'en 1822, le territoire du diocèse d'Annecy relève du diocèse de Genève, passé à la Réforme au milieu du XVIe siècle. Ainsi, à partir de 1556, Annecy devient le lieu de résidence des évêques de Genève. 

## Évêques d'Annecy auXIXesiècle
- 1822 – 1832, Claude-François de Thiollaz
- 1832 – 1842, Pierre-Joseph Rey
- 1843 – 1859, Louis Rendu
- 1861 – 1879, Claude-Marie Magnin
- 1879 – 1901, Louis-Romain-Ernest Isoard

## Évêques d’Annecy auXXesiècle
- 1902 – 1921, Pierre-Lucien Campistron, mort en fonctions
- 1921 – 1940, Florent du Bois de la Villerabel, nommé archevêque d’Aix-en-Provence
- 1940 – 1962, Auguste Cesbron, mort en fonction
- 1962 – 1983, Jean-Baptiste Sauvage, atteint la limite d'âge
- 1984 – 2000, Hubert Barbier, nommé archevêque de Bourges

### Évêques auxiliaires d’Annecy auXXesiècle
- 1974 - 1978, Bernard Panafieu, nommé ensuite archevêque d’Aix-en-Provence puis archevêque de Marseille. Créé cardinal en 2003.
- 1980 - 1984, Hubert Barbier, nommé évêque d'Annecy à la démission de Jean-Baptiste Sauvage. Il sera ensuite archevêque de Bourges jusqu'à sa retraite en 2007.

## Évêques d’Annecy auXXIesiècle
- 2001 - 2022, Yves Boivineau, atteint par la limite d'âge.
- Depuis 2022, Yves Le Saux